# Iogannes Gugowitsch Weltmander
Iogannes Gugowitsch Weltmander (russisch Иоганнес Гугович Вельтмандер; * 13. Oktober 1921 in Jamburg; † 7. Oktober 2014) war ein russischer Schachspieler und -trainer.

## Leben
Weltmander lernte das Schachspielen mit acht Jahren. Anfangs spielte er mit seinen Eltern und wurde dann in einem Leningrader Schachklub trainiert. Danach lebte er in Sarapul, bevor er ein Studium am Kasaner Technikum für Finanzen und Wirtschaft aufnahm. 1940 belegte er den fünften Platz in der Stadtmeisterschaft von Kasan und wurde somit ein Spieler der ersten Kategorie. Nach Beendigung des Studiums 1942 kehrte er nach Sarapul zurück und arbeitete während des Krieges in einer Fabrik. Seit 1949 war Weltmander als Sportinstruktor in Ischewsk tätig.
Er nahm an mehreren Einzelmeisterschaften der RSFSR teil: 1946 teilte er den 5.–6. Platz, 1952 und 1953 den 5.–7. Platz. In einem Halbfinale der sowjetischen Meisterschaft 1950 in Tartu teilte er den 2.–4. Platz mit Vladas Mikėnas und Alexander Konstantinopolski. Nur wegen der schlechteren Feinwertung gelang Weltmander nicht ins Finale. Auch als starker Mannschaftsspieler machte er auf sich in den 1950er Jahren aufmerksam. Mit der russischen Auswahl nahm er an den sowjetischen Mannschaftsmeisterschaften 1951 in Tiflis und 1953 in Leningrad teil, er gewann 1951 und erreichte 1953 den zweiten Platz. Mit Iskra spielte er 1952 und 1954 beim Mannschaftspokal der Sportvereinigungen der UdSSR und gewann den Wettbewerb 1952. Seit 1953 trug er als erster Spieler in Udmurtien den Titel Meister des Sports der UdSSR. Außerdem spielte er Fernschach. Bei der III. sowjetischen Meisterschaft 1955–57 landete er auf dem geteilten sechsten Platz hinter Konstantinopolski.
Weltmander war lange Zeit als Jugendtrainer in Ischewsk aktiv. Zu seinen Schülern zählte GM Maxim Sorokin, der unter seiner Aufsicht Meisteranwärter wurde. In den 1960er Jahren trainierte er die russische Auswahl und wurde für seine Leistungen 1964 mit dem Ehrentitel Verdienter Trainer der RSFSR ausgezeichnet. Als Vorsitzender des republikanischen Schachverbandes trug er zur Entwicklung des Schachs in Udmurtien bei. Seit 1953 pflegte er die Schachspalte in der Zeitung Udmurtskaja Prawda und wurde 1988 Mitglied im russischen Journalistenverband.
Mit seiner höchsten historischen Elo-Zahl von 2553 lag er im April 1951 auf Platz 80 der Weltrangliste.